# Openul Irlandei de Nord
Openul Irlandei de Nord este un turneu profesionist de snooker care contează pentru clasamentul mondial.

## Istorie
La 29 aprilie 2015 președintele World Snooker, Barry Hearn, a anunțat crearea unui turneu sub numele Northern Ireland Open care urma să aibă loc pentru prima dată în 2016, la Belfast, Irlanda de Nord, și să facă parte din Home Nations Series alături de Openul Galez și Openul Scoțian, precum și o altă competiție nou-înființată, Openul Englez. Câștigătorul Openului Irlandei de Nord primește Trofeul Alex Higgins care îi poartă numele fostului campion mondial Alex Higgins.
În 2017, Yan Bingtao a devenit cel mai tânăr jucător care a ajuns într-o finală a unui turneu de clasament. Yan a fost aproape de a doborî recordul lui Ronnie O'Sullivan de a fi cel mai tânăr jucător care a câștigat un turneu de clasament, care a rezistat timp de 24 de ani, dar a pierdut în fața lui Mark Williams cu 8–9 după ce a condus cu 8–7. Această finală a prezentat și una dintre cele mai mari diferențe de vârstă între finaliști, deoarece Williams era cu aproape 25 de ani mai în vârstă decât Yan. În plus, Yan a devenit și primul jucător născut în anii 2000 care a ajuns în finala unui turneu de clasament.
În 2018, 2019 și 2020, Judd Trump l-a învins pe Ronnie O'Sullivan cu 9–7 în fiecare finală. Turneul din 2020 a fost organizat în afara Irlandei de Nord, la Marshall Arena din Milton Keynes, din cauza impactului pandemiei de COVID-19 din Regatul Unit asupra sezonului de snooker 2020-21.
În 2021, Mark Allen a devenit primul jucător nord-irlandez care a câștigat turneul, învingându-l pe deținătorului trofeului, Judd Trump, în sferturile de finală și pe John Higgins cu 9–8 în finală, după ce fusese condus cu 6–8. În 2022, Allen și-a apărat cu succes titlul, revenind de la 1–4 în finala cu Zhou Yuelong pe care l-a învins cu 9–4.
Primele opt ediții ale turneului au fost câștigate doar de jucători de mână stângă. Primul jucător de mână dreaptă învingător în turneu a fost Kyren Wilson, în 2024.

## Campioni
| An                                            | Câștigător                                    | Finalist                                      | Scor final                                    | Sponsor                                       | Gazda                                         | Sezon                                         |
| Openul Irlandei de Nord (turneu de clasament) | Openul Irlandei de Nord (turneu de clasament) | Openul Irlandei de Nord (turneu de clasament) | Openul Irlandei de Nord (turneu de clasament) | Openul Irlandei de Nord (turneu de clasament) | Openul Irlandei de Nord (turneu de clasament) | Openul Irlandei de Nord (turneu de clasament) |
| --------------------------------------------- | --------------------------------------------- | --------------------------------------------- | --------------------------------------------- | --------------------------------------------- | --------------------------------------------- | --------------------------------------------- |
| 2016                                          | Mark King (ENG)                               | Barry Hawkins (ENG)                           | 9–8                                           | Coral                                         | Belfast, Irlanda de Nord                      | 2016/17                                       |
| 2017                                          | Mark Williams (WAL)                           | Yan Bingtao (CHN)                             | 9–8                                           | Dafabet                                       | Belfast, Irlanda de Nord                      | 2017/18                                       |
| 2018                                          | Judd Trump (ENG)                              | Ronnie O'Sullivan (ENG)                       | 9–7                                           | BetVictor                                     | Belfast, Irlanda de Nord                      | 2018/19                                       |
| 2019                                          | Judd Trump (ENG)                              | Ronnie O'Sullivan (ENG)                       | 9–7                                           | 19.com                                        | Belfast, Irlanda de Nord                      | 2019/20                                       |
| 2020                                          | Judd Trump (ENG)                              | Ronnie O'Sullivan (ENG)                       | 9–7                                           | Matchroom.live                                | Milton Keynes, Anglia                         | 2020/21                                       |
| 2021                                          | Mark Allen (NIR)                              | John Higgins (SCO)                            | 9–8                                           | BetVictor                                     | Belfast, Irlanda de Nord                      | 2021/22                                       |
| 2022                                          | Mark Allen (NIR)                              | Zhou Yuelong (CHN)                            | 9–4                                           | BetVictor                                     | Belfast, Irlanda de Nord                      | 2022/23                                       |
| 2023                                          | Judd Trump (ENG)                              | Chris Wakelin (ENG)                           | 9–3                                           | BetVictor                                     | Belfast, Irlanda de Nord                      | 2023/24                                       |
| 2024                                          | Kyren Wilson (ENG)                            | Judd Trump (ENG)                              | 9–3                                           | BetVictor                                     | Belfast, Irlanda de Nord                      | 2024/25                                       |